# Wärtsilä
Wärtsilä är också en stadsdel i Träskända.

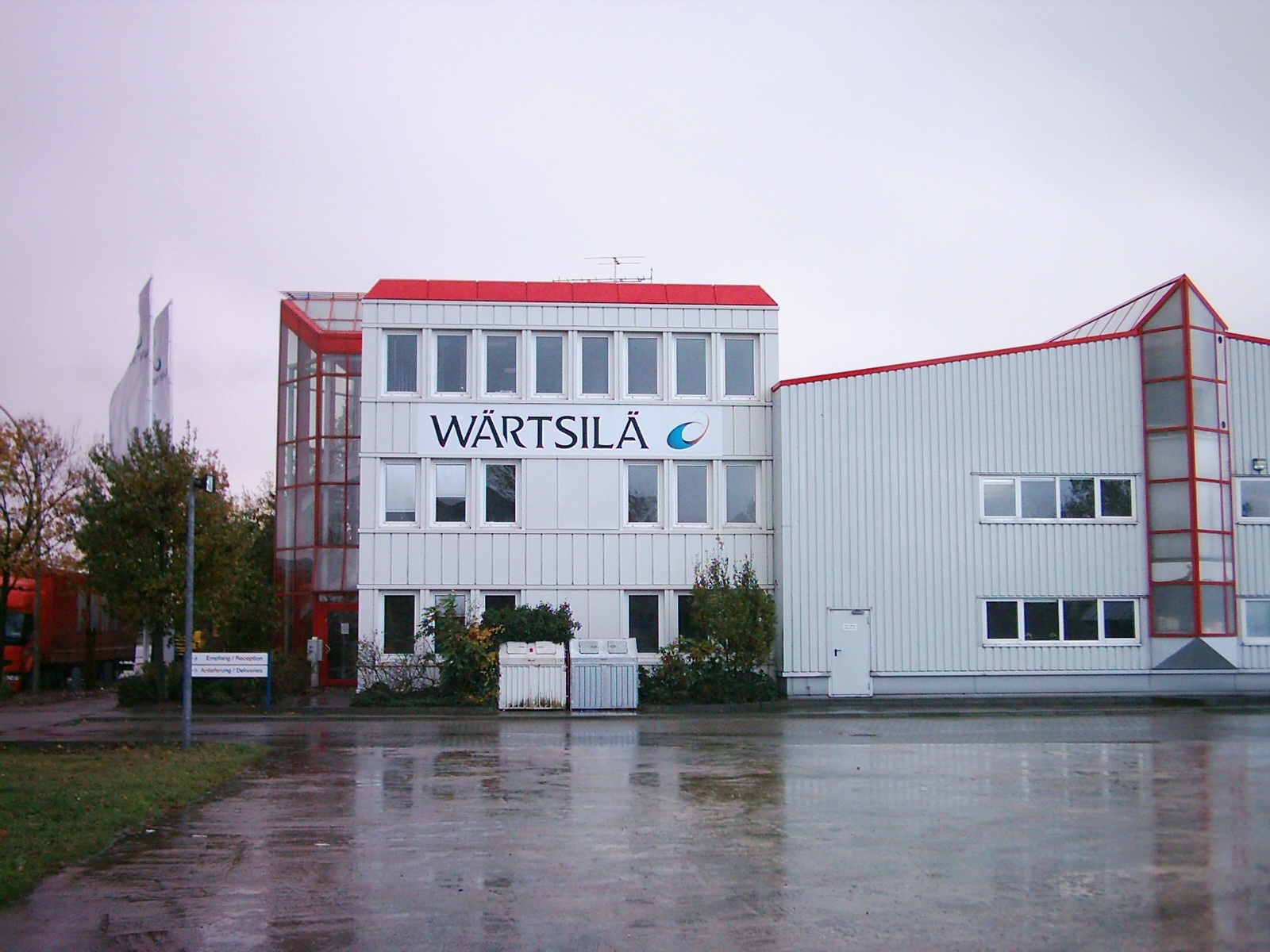
Wärtsiläs kontor i Hamburg.

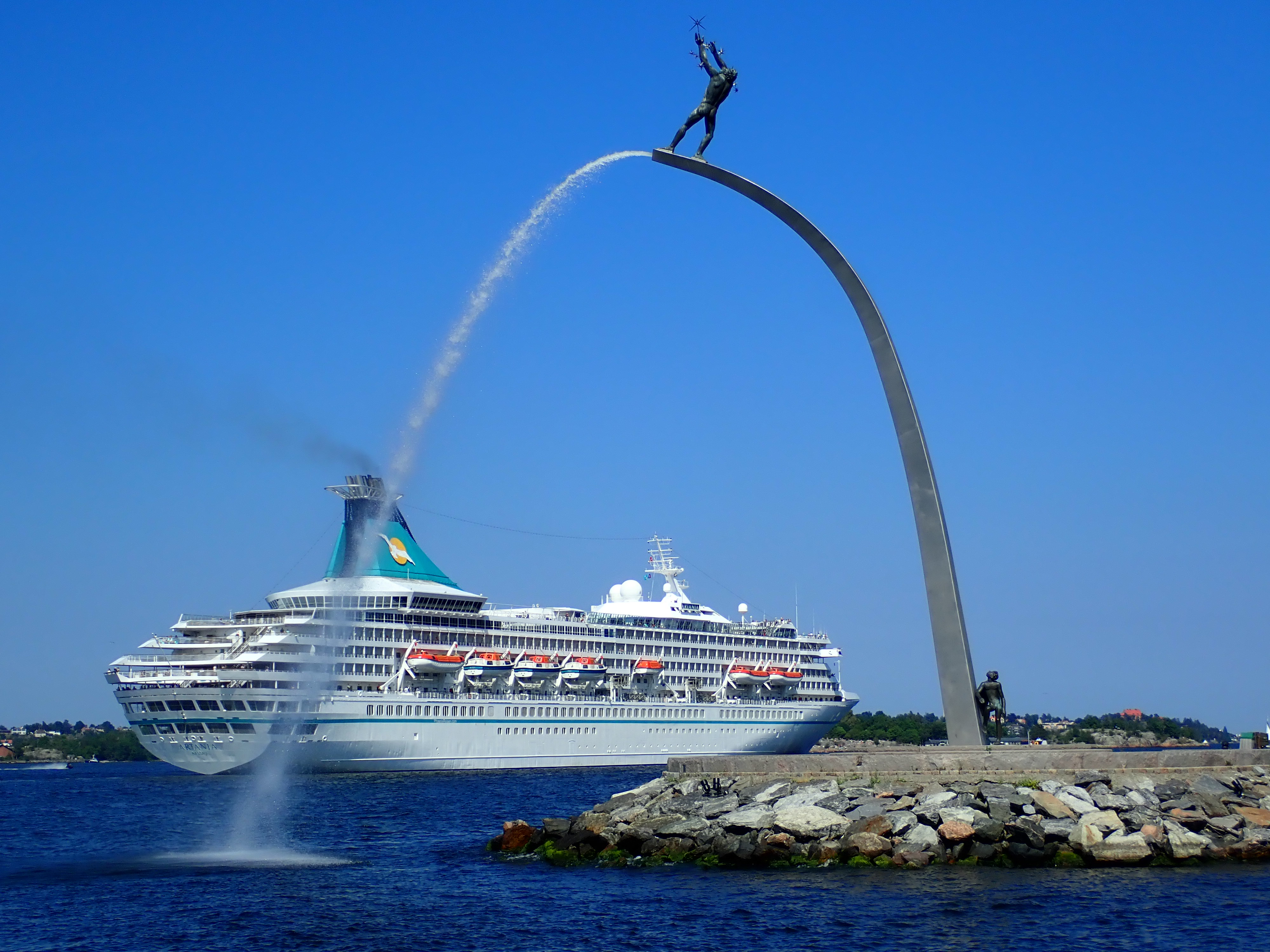
Kryssningsfartyget Artania byggt av Wärtsilä 1984 passerar Carl Milles staty Gud Fader på Himmelsbågen vid Nacka strand i Nacka i juli 2021.

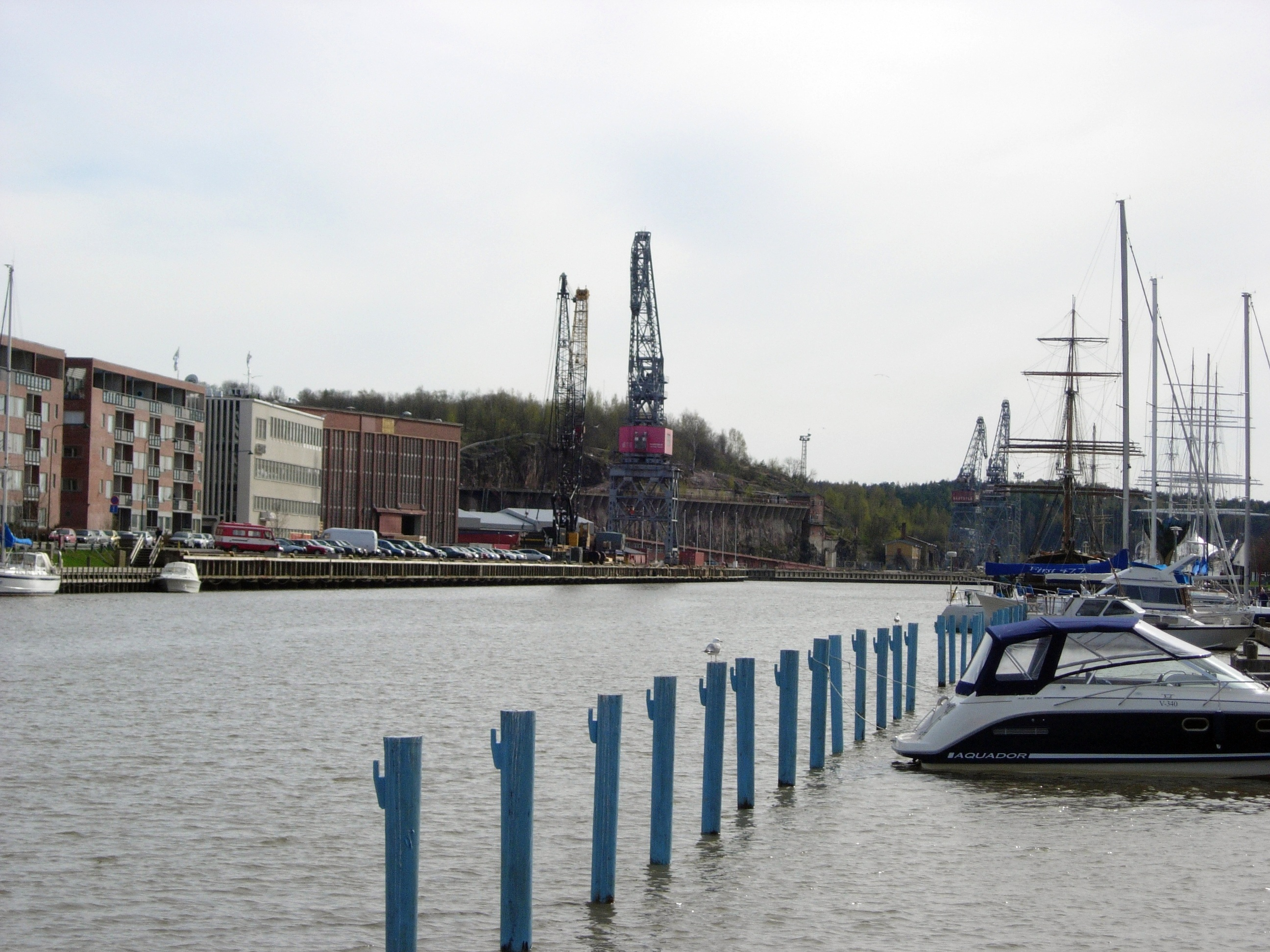
Wärtsiläs tidigare varv och dieselmotorfabrik i Åbo.

Wärtsiläkoncernen är en finländsk industrikoncern med moderbolaget Wärtsilä Oyj Abp, som är baserat i Helsingfors. Wärtsiläs inriktning är numera gasmotorer, navigationssystem, drivsystem för fartyg och kompletta kraftverk samt batterilösningar. Specialstålverket Imatra Steel ingick tidigare i koncernen, men ingår sedan 2005 i Oy Ovako Ab.
År 2020 omsatte gruppen med Håkan Agnevall 4,6 miljarder euro. Wärtsilä-koncernen verkar på över 200 platser i över 80 länder och har cirka 19 000 anställda.
Wärtsilä har två huvudföretag; Energiföretag med fokus på energimarknaden och marint företag med fokus på den maritima marknaden. Marine Business finns främst i Europa, Kina och Östasien, medan de viktigaste energibolagens marknader är Syd- och Sydostasien, Mellanöstern, Afrika och Latinamerika.

## Historik

### Järnbruk och sågverk i Värtsilä
Wärtsilä har sitt ursprung i ett 1834 grundat sågverk i Värtsilä i Nordkarelen (numera i Ryska federationen). 1851 anlades ett järnbruk på samma plats. Wärtsilä Ab bildades 1897. År 1907 bildades ett nytt bolag med namnet Ab Wärtsilä Oy. Ett eget kraftverk vid Saarioforsen invigdes 1908. Wärtsilä hade nu utvecklats till ett modernt smält- och stålverk. År 1930 stod en galvaniseringsanläggning för elektrolytiskt galvaniserad järntråd klar.

### Wärtsilä växer till storkoncern
Ledande vid Wärtsiläs utveckling från 1930-talet till storkoncern var Wilhelm Wahlforss, som utnämndes till verkställande direktör 1926. År 1935 förvärvades Maskin- och Brobyggnads Ab med tillverkning av bland annat pappersmaskiner och Abloylås. Med köpet följde även två skeppsvarv, ett i Helsingfors (grundat 1865) och ett i Åbo (grundat 1741).
År 1936 köptes Metvikens Mekaniska Verkstad i Vasa och året därpå Jakobstads Mekaniska Verkstad. Maskin och Brobyggnads Ab fusionerades med Wärtsilä 1938, liksom också nyförvärvade Dalsbruk (grundat 1686) samt dotterbolagen i Åbo, Jakobstad och Vasa. Samma år tecknades ett licensavtal med Friedrich Krupp Germania Werft AG om dieselmotortillverkning. Wärtsilä-koncernen A/B bildades nu med Wilhelm Wahlforss som koncernchef. År 1947 förvärvades aktiemajoriteten i keramikfabriken Arabia Ab och 1950 inköptes Notsjö glasfabrik.
Wilhelm Wahlforss efterträddes av Bertel Långhjelm som koncernchef 1961, och 1965 ändrades bolagsnamnet till Oy Wärtsilä Ab. En ny låsfabrik i Joensuu stod färdig 1968, och tillverkningen av Abloylås flyttades dit från Helsingfors. Även tillverkningen av pappersmaskiner flyttades från Helsingfors 1970 till en ny fabrik i Träskända. Året efter, 1971, flyttades tillverkningen av sanitetsporslin (av märket Arabia) i sin helhet till en nyuppförd fabrik i Ekenäs. År 1974 inleddes byggandet av ett nytt varv i Perno, Åbo, dit verksamheten från det gamla Åbovarvet sedan flyttades i omgångar fram till 1983.
År 1978 förvärvade Wärtsilä 51 % av svenska NOHAB:s dieselverksamhet från Bofors. Återstående aktier förvärvades år 1984, och namnändrades då till Wärtsilä Diesel. År 1979 inleddes en omorganisering av Wärtsilä, vilket resulterade i att Dalsbruk samma år integrerades med Ovako Oy. Wärtsilä kom dock att kvarstå som största aktieägare i Ovako Oy. Wärtsilä bestod efter omorganiseringen av sex industrigrupper: varvsgruppen, dieselgruppen, verkstadsgruppen, gruppen tekniskt porslin, låsgruppen samt konsumentvarugruppen. Under 1983 emittetade Wärtsilä en aktieserie för att noteras på Stockholms Fondbörs. Följande år skedde en andra emission riktad till den internationella aktiemarknaden med utgången att Wärtsilä blev första finska bolaget vars aktie noteras på fondbörsen i London. År 1984 förvärvades Rörstrands Porslinsfabrik. År 1987 köptes även Gustavsbergs porslinsfabrik från KF-ägda AB Gustavsberg, och verksamheten fusionerades till ett nytt bolag; Rörstrand-Gustavsberg AB. Wärtsilä Marinindustri gick i konkurs 1989 och strukturerades om, varefter Rörstrand-Gustavsberg köptes 1991 av Hackman.

#### Isbrytare
Många av de ryska, svenska och finska isbrytarna är byggda på Sandvikenvarvet, bland andra Ale, Atle, Ymer, Frej, Urho, Sisu, Kapitan Dranitsyn, Vaygach, Taymyr och Dudinka.

### Industrikonglomeratet Wärtsilä avvecklas
Industrikonglomeratet Wärtsilä började falla sönder i slutet av 1980-talet. Den internationella varvskrisen gjorde att företagets skeppsvarv, som var starkt beroende av sovjetiska fartygsbeställningar, slogs samman med varvsdelen av Valmet 1987 under namnet Wärtsilä Marinindustri Ab. Samtidigt övertog Valmet i stället Wärtsiläs verksamhet för pappersmaskiner. Wärtsilä Marinindustri Ab gick i konkurs 1989. Efter rekonstruktion levde skeppsbyggnadsverksamheten vidare, först som Masa-Yards, Kvaerner Masa-Yards och Aker Yards Oy), därefter som STX Finland inom den sydkoreanska STX-koncernen. Efter en kris för STX:s europeiska verksamhet, kvarstår idag Pernovarvet i Åbo inom tyska Meyer-Werft, reparationsvarvet i Åbo som Åbo Reparationsvarv, varvet i Helsingfors som ryska Helsinki Shipyard Oy och varvet i Raumo som Rauma Marine Constructions.
Ett nytt moderbolag, Metra Oy, bildades 1991 genom att Wärtsilä fusionerades med Lohja-koncernen. En omstrukturering av verksamheten följde därefter vilket ledde till att huvuddelen av Wärtsiläs verksamheter successivt fick nya ägare. Oy Arabia Ab samt Rörstrand-Gustavsberg AB avyttrades båda till Oy Hackman Ab 1990. Verksamheterna inom sanitetsområdet (bland annat svenska Ifö Sanitär, som förvärvats 1982),  sammanfördes samma år i ett nytt dotterbolag Sanitec Oy. Senare har även detta avyttrats. År 1991 sålde Wärtsilä sin 35% ägarandel i Valmet Pappersmaskiner Ab till Valmet. Wärtsilä avyttrade också sina kraftverk i Nordkarelen. 
Låsföretaget Abloy Security fusionerades med svenska Assa AB 1994 och bildade Assa Abloy AB. Ägandet i detta företag har senare flera omgångar sålts av. Kvar i Metra-koncernen blev  Wärtsiläs ursprungliga tillverkning av dieselmotorer och drivsystem för fartyg samt stålverket Imatra Steel, som förvärvats 1991. År 2000 ändrades bolagsnamnet på moderbolaget Metra Oy till Wärtsilä Oyj Abp. Imatra Steel ingår sedan 2005 i det nya stålbolaget Oy Ovako Ab, där Wärtsilä ägde 26,5 % fram till juli 2006.

## Wärtsilä Diesel
Wärtsilä Diesel är idag ett av de större företagen med säte i Vasa. Tidigare fanns en Wärtsiläanläggning, tidigare Nohab, i Trollhättan,  som Wärtsilä Diesel hade köpt 1978.

## Verkställande direktörer och koncernchefer
- 2000–2011 Ole Johansson
- 2011–2015 Björn Rosengren
- 2015–2021 Jaakko Eskola
- 2021- Håkan Agnevall